# 悲喜劇

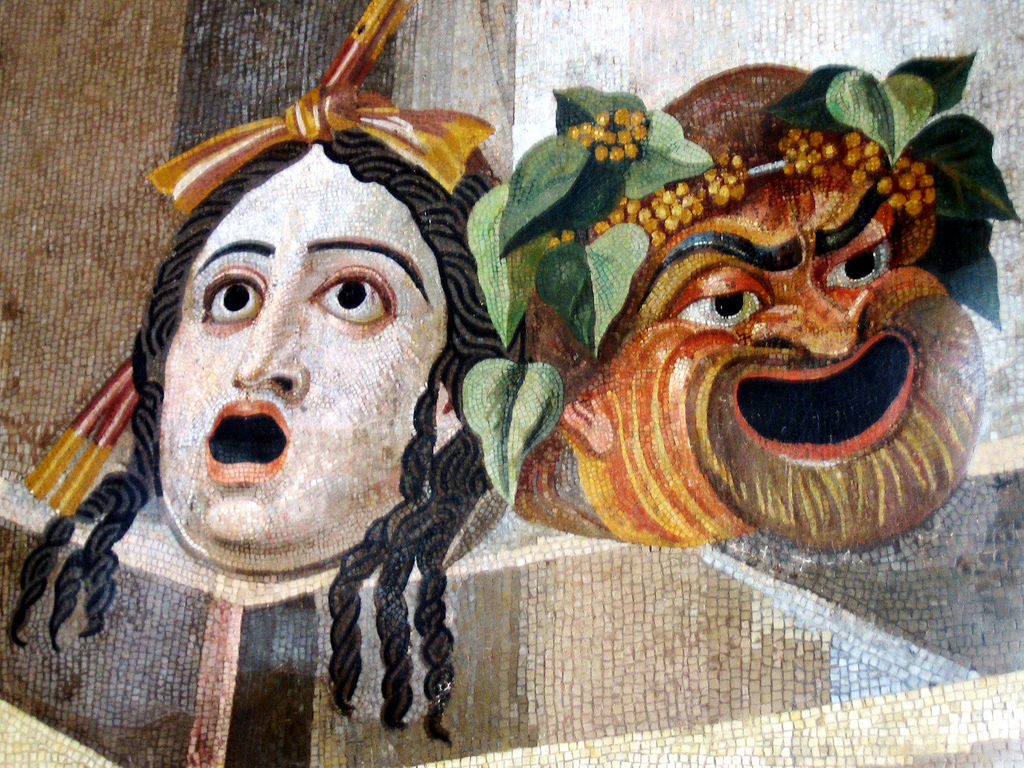
2世紀の古代ローマのモザイクに描かれた、古代ギリシアの演劇を象徴する悲喜劇の仮面。カピトリーノ美術館所蔵。

悲喜劇（ひきげき、英語：Tragicomedy）とは、悲劇と喜劇を融合させたフィクション作品を指す言葉。シェイクスピアの時代から19世紀にかけての英文学では、ハッピーエンドを伴う重々しい戯曲を意味した。

## 古典の中の先例
古典時代の「悲喜劇」の完全かつ公式な定義は存在しない。アリストテレスは『詩学』で二重の結末を持つ悲劇について論じた時、ルネサンス期の「悲喜劇」に似たものを念頭に置いていたように見える。この点で、たとえば『アルケスティス』のような古代ギリシア・ローマ演劇の多くが悲喜劇と呼べるかも知れないが、筋を除けばはっきりした特性は持たない。「悲喜劇」という言葉の起源はプラウトゥスで、『アンフィトリオン』のプロローグで、神々を俗物的な芝居に登場させる弁明に使ったものである。

## ルネサンス期の復活

### イタリア
プラウトゥスの見解は、おそらくルネサンスの美学理論に多大な影響を与えたに違いなく、演劇に厳格な理論を与えたアリストテレスの説はかなり変更がくわえられた。「rule mongers（規則屋）」（ジョルダーノ・ブルーノの言葉）にとってみれば、『狂えるオルランド』のような当時のロマンス、さらには『オデュッセイア』などの「融合」作品は、良く言って謎、悪く言えば失敗だった。
悲喜劇を、厳密にそれ自体の規則を持つ、歴としたジャンルに高める助けをした人物が2人いた。1人は16世紀中期のチンティオことジョヴァンニ・バッティスタ・ジラルディ（Giovanni Battista Giraldi）で、「tragedia de lieto fin（喜劇的な結末を持つ悲劇）」こそ時代に最も相応しいと主張し、自分でもその種の作品を作った。もう1人はジョヴァンニ・バッティスタ・グァリーニで、その影響力はジラルディ以上だった。1590年出版の『忠実な羊飼い（Il pastor fido）』は激しい批評合戦を引き起こし、その中でグァリーニは包括的革新の正当性を強く主張した。グァリーニの悲喜劇が提示したものが以降の大陸の悲喜劇の主題となった。喜劇・悲劇のどちらかと大きくかけ離れることはない変化のついた本筋、個性的な登場人物、牧歌的な設定、の3つである。

### イングランド
イングランドでは実作が理論に先行し、状況はまったく異なっていた。16世紀、「悲喜劇」はイングランド生まれのある種のロマンス的な劇を意味した。それらの特徴は、フィリップ・シドニーが『詩の弁護』の中で「mungrell (mongrel)tragicomedies（雑種悲喜劇）」と痛切に批判した、三一致の法則の無視、上流階級と下層階級の登場人物のでたらめな混在、奇想天外な筋、などである。シェイクスピア『ハムレット』のポローニアス（Polonius）の台詞にもそれは出てくる。こうしたロマンス的な劇のいくつかの要素は、後のより洗練されたシェイクスピア作品にも残っていて、シェイクスピア後期の戯曲はしばしばロマンス劇と呼ばれた（悲喜劇とも呼べるかもしれない）。
イングランドにおけるステュアート朝初期までには、何人かのイングランド劇作家たちがグァリーニ論争から得た教訓を自家籠中のものとし、グァリーニの翻案であるジョン・フレッチャーの『忠実な女羊飼い』が1608年に上演された。出版された本の中で、フレッチャーは「悲喜劇」を以下のように定義した。「悲喜劇とは浮かれ騒ぎや殺しがあるからそう呼ばれるのではない。悲劇には足りない死、やはり喜劇には足りないそれに似たものからそう呼ばれるのである」。戯曲のジャンルは、劇中で人が死ぬか否か、そして本筋がどのように死に至るかの二次的方法において決定されていたので、フレッチャーは事件に焦点を当てた定義をした。Eugene Waithは、以後10年間でフレッチャーが発展させた悲喜劇は様式として定着したと指摘する。それは、突然の予期せぬ新事実の発見、常軌を逸した筋、離れた場所、複雑で作為的な修辞への頑なな関心などである。
フレッチャーの同時代人の作家たちでは、フィリップ・マッシンジャー（Philip Massinger）やジェームズ・シャーリー（James Shirley）の悲喜劇が成功を得ることができた。リチャード・ブルーム（Richard Brome）も、成功とはいかなかったが、悲喜劇を試みた。さらに多くの他の同時代人、ジョン・フォード（John Ford）、ロドウィック・カーレル（Lodowick Carlell）、サー・アストン・コカイン（Aston Cockayne）などが悲喜劇に挑戦した。
悲喜劇は1642年の劇場閉鎖（イギリス・ルネサンス演劇#終焉を参照）までかなり人気を保ち続け、フレッチャーの作品は王政復古期（English Restoration）でもまだ人気があった。18世紀には、古いスタイルは当然趣味の違いから退けられた。最終的には、「ハッピー・エンドのついたを伴う悲劇」は、今でも人気のあるメロドラマに発展した。

### その後の発展
ルネサンス以降、筋よりもテーマに重きをおく批評が発展した。ゴットホルト・エフライム・レッシングは悲喜劇を「まじめさが笑いを誘い、痛さが喜びを誘う」感情の混合物と定義した。
さらに、風刺やダーク・コメディとの悲喜劇の関連性は、現代の不条理演劇に悲喜劇の影響が強いことを暗示している。スイスの不条理演劇作家フリードリヒ・デュレンマット（Friedrich Dürrenmatt）は、悲喜劇は20世紀にとって必然のジャンルであると指摘した。事実、悲喜劇は第二次世界大戦後のイギリス演劇では普通にあるジャンルで、サミュエル・ベケット、トム・ストッパード、ジョン・アーデン（John Arden）、アラン・エイクボーン（Alan Ayckbourn）、ハロルド・ピンターなどさまざまな作家が悲喜劇を書いている。